# キャバクラ八犬伝
『キャバクラ八犬伝』（キャバクラはっけんでん）は、影日昇による日本の漫画作品。

## 概要
携帯コミックサイト『コミックファクトリー』より配信され、単行本はメディアファクトリーより全2巻が発売された。

## あらすじ
主人公である退魔士・犬崎公太は妖・エミー・ダイムの封印に失敗し力を失ってしまう。犬崎の力はCLUB ALESSに居た八人の女性に乗り移り、犬崎は力の証である「蝶のアザ」を持つ女性を探すべく夜の街にくり出すのであった。

## 登場人物

### 犬崎側
犬崎 公太（けんさき こうた）
本作の主人公である退魔士。理性よりも本能が勝る性格。
舞花（まいか）
アザを持つ1人目の女性。上流階級出身であり、社会勉強のためホステスをしている。どこからともなくビール瓶を持ち出し理性を失った犬崎を殴る。
理乃（りの）
アザを持つ2人目の女性。バニーガールであることに誇りを持っており、ウサ耳のカチューシャをつねに着けている。
エリ
アザを持つ3人目の女性。SMキャバクラで働いている。かわいい物好き。セレブである舞花をライバル視している。得物は鞭。
さき
アザを持つ4人目の女性。メイドキャバクラに勤めている。さくらの姉。
さくら
アザを持つ5人目の女性。さきの双子の妹で同じくメイドキャバクラで働いている。
綾子（あやこ）
アザを持つ6人目の女性。「CLUB ALESS」のママで犬崎の発情を抑えるほどの威圧感を持つが、根は犬崎と通じる部分がある。
ルネ
アザを持つ7人目の女性。大らかな性格で、よく客に胸をもませていた。実家はリンゴ農家で、『ALESS』が閉店した後は実家に戻っていた。

### エミー・ダイム側
エミー・ダイム
犬崎が退治しそこねた｢妖｣。サリサを使って犬崎の行動を妨害する。
サリサ
エミー・ダイムに仕えるゴスロリ・ファッションの女性。実は最後のアザを持つ女性で本名は「理瀬」。『ALESS』の事件以来二重人格で苦しむようになり、エミー・ダイムに治療を求めていた。

## キーワード
妖（あやかし）
人の魂を喰らう存在で、｢妖魔｣や｢魔物｣とも呼ばれる。
退魔士（たいまし）
1つの街に1人か2人存在し、人知れず｢妖｣と戦い続けている。
蝶のアザ（ちょう-）
犬崎の力の源であり、八人の女性に分散している。

## 単行本
- 『キャバクラ八犬伝1』 ISBN 9784840125963
- 『キャバクラ八犬伝2』 ISBN 9784840133494